# Alonso Topa Atau
Alonso Topa Ataw (Cuzco, ca. 1544-luego de 1610) fue un noble inca del Cuzco. Nieto de Huayna Cápac al ser hijo legitimado de Paullu Inca, fue el personaje indígena más prestigioso en la Ciudad Imperial a inicios del siglo XVII.

## Biografía
Fue uno de los hijos menores de Paullu Inca, habidos en sus varias mujeres según las prácticas tradicionales de la realeza inca. No obstante debido a los servicios de su padre a la Corona española, recibió la legitimación mediante la real cédula del 1 de abril de 1544, dada por Carlos V en Valladolid. A la muerte de su padre (1549), creció como el resto de sus hermanos en el palacio de Colcampata, pero también junto con ellos entabló litigio a Carlos Inca ante el licenciado Polo para obtener derechos a la cuantiosa herencia. No obstante la apelación ante la Real Audiencia de Lima no los favoreció, pudieron conservar su legitimidad y por lo tanto exoneración de impuestos.
La llegada del virrey Toledo al Cuzco, puso en riesgo esta situación privilegiada pues se ordenó el empadronamiento de todos los hijos de Paullu Inca residentes en la parroquia de San Cristóbal para que pagaran tributo, llevada a cabo por el capitán Martín García de Loyola (1572). Inmediatamente se dispuso una nueva apelación frente a estas medidas ante la audiencia de Lima, la cual decidió revocar la disposición virreinal (1576).
En sus últimos años, aparece como principal informante del cronista jesuita Bernabé Cobo durante su estancia en el Cuzco (1609-1612), además de figurar en un papel protagónico en las fiestas de beatificación de Ignacio de Loyola organizadas por la Compañía de Jesús (1610).

## Descendencia
Contrajo matrimonio en el Cuzco con una tal Ana Cietta, con la cual tuvo a:
- Magdalena Quispe Sisa, quien tuvo una relación con Alonso Arias Carrasco, hijo del encomendero Pedro Alonso Carrasco, con sucesión.
- Francisco Quispi Tupa Inga, cuyos descendientes ocuparán altos cargos en Potosí.